# The Shepherd of the Hills (1941)
The Shepherd of the Hills is een Amerikaanse dramafilm uit 1941 onder regie van Henry Hathaway.

## Verhaal
De vader van Matt Matthews heeft hem vlak voor de dood van zijn moeder verlaten. Aanvankelijk is hij vastberaden om zijn vader te vermoorden. Wanneer hij erachter komt dat zijn vader de geliefde vreemdeling Daniel Howitt is, gaat hij twijfelen aan zijn plan.

## Rolverdeling
| Acteur          | Personage             |
| --------------- | --------------------- |
| John Wayne      | Jonge Matt Matthews   |
| Betty Field     | Sammy Lane            |
| Harry Carey     | Daniel Howitt         |
| Beulah Bondi    | Tante Mollie Matthews |
| James Barton    | Oude Matt Matthews    |
| Samuel S. Hinds | Andy Beeler           |
| Marjorie Main   | Oma Becky             |
| Ward Bond       | Wash Gibbs            |
| Marc Lawrence   | Pete Matthews         |
| John Qualen     | Coot Royal            |
| Fuzzy Knight    | Mijnheer Palestrom    |
| Tom Fadden      | Jim Lane              |
| Olin Howland    | Corky                 |
| Dorothy Adams   | Elvy                  |
| Virita Campbell | Baby                  |